# Marek Kamecki
Marek Kamecki (ur. 1964) – harcmistrz, autor książek o metodzie harcerskiej. Ukończył studia historyczne, pracuje jako agent ubezpieczeniowy, przewodnik po Wrocławiu i organizator rejsów jachtowych. Założyciel i prezes fundacji Wratislavia Nostra, zajmującej się tożsamością współczesnych mieszkańców Wrocławia i historią miasta.

## Harcerstwo
W latach 1978–1980, drużynowy zuchowy, od 1979 – 86 drużynowy 130 Wrocławskiej Drużyny Harcerzy SKAUT im. A. Małkowskiego, od 1986 – 88 komendant wrocławskiego szczepu SKAUT, od 1987 ponownie prowadzi macierzystą drużynę do roku 1991. Wraca do prowadzenia 130-tej w latach 2009–2014. W 2014 odszedł z harcerstwa z powodów osobistych,
Członek KIHAM, instruktor niezależnego harcerstwa w latach 80., od 1986 roku poza strukturami ZHP, w roku 1988 współtwórca Związku Drużyn Rzeczypospolitej, jego członkowie na początku 1989 roku zasilili ZHR. Współtwórca systemu harcerskiego w ZHR, w latach 1989–1991 hufcowy I Hufca ZHR we Wrocławiu, od 1990-93 był zastępcą Naczelnika Harcerzy ZHR – Tomasza Maracewicza i Komendantem Centralnej Szkoły Instruktorskiej ZHR. Stworzył i wdrożył system kursów dla drużynowych i hufcowych – „Młody Las” i „Magister”, które prowadził i przez które przewinęła się większość ówczesnych instruktorów organizacji. W latach 2010–2013 był Przewodniczącym Komisji Instruktorskiej Dolnośląskiej Chorągwi Harcerzy ZHR.

## Publikacje
W latach 2008–2014 publikował artykuły o harcerstwie i metodzie harcerskiej na łamach czasopisma internetowego „Pobudka”. Napisał książki o harcerskim systemie wychowawczym:
- Stosowanie metody harcerskiej w drużynie harcerzy (1992), do roku 2021 ukazało się sześć wydań książki,
- Obóz drużyny harcerzy (2021)[7], ISBN 978-83-955329-9-3 . Fundacja Jakobstaf! Warszawa 2021
- Droga mistrzów. Kształcenie drużynowych harcerskich (2021).
- Puszczaństwo, Fundacja Jakobstaf!, Warszawa 2024 ISBN 978-83-970324-3-9
- Harcerstwo Radykalne, Droga Harcerza, 2024, Biblioteka Kręgu Płaskiego Węzła
- Harcerstwo Radykalne, Droga Mistrzów 2024[8], Biblioteka Kręgu Płaskiego Węzła
- Harcerstwo Radykalne, Rzeczpospolita Harcerska 2025, Biblioteka Kręgu Płaskiego Węzła

## Fundacja
Fundacja Wratislavia Nostra założona wspólnie z prof. Anną Turulą rozpoczęła realizację dziewiętnastoodcinkowego słuchowiska radiowego „Kalendarium zagłady miasta. Wrocław 1945 i potem”, przygotowuje Wirtualne Muzeum Wrocławia i realizuje projekty związane z pamięcią historyczną współczesnych mieszkańców miasta. W lutym 2024 odbył się na Uniwersytecie Wrocławskim I Kongres Fundacji.